# Monte Tibert
Il Monte Tibert (2.647 m s.l.m.) è una montagna delle Alpi Cozie situata sullo spartiacque tra Valle Maira e valle Grana, del quale costituisce il punto più elevato.

## Toponimo
L'etimologia del nome non è certa. Il termine Tibert sembra unire una radice prelatina tib, con significato di pietra, roccia, al nome di persona germanico Bert.

## Caratteristiche

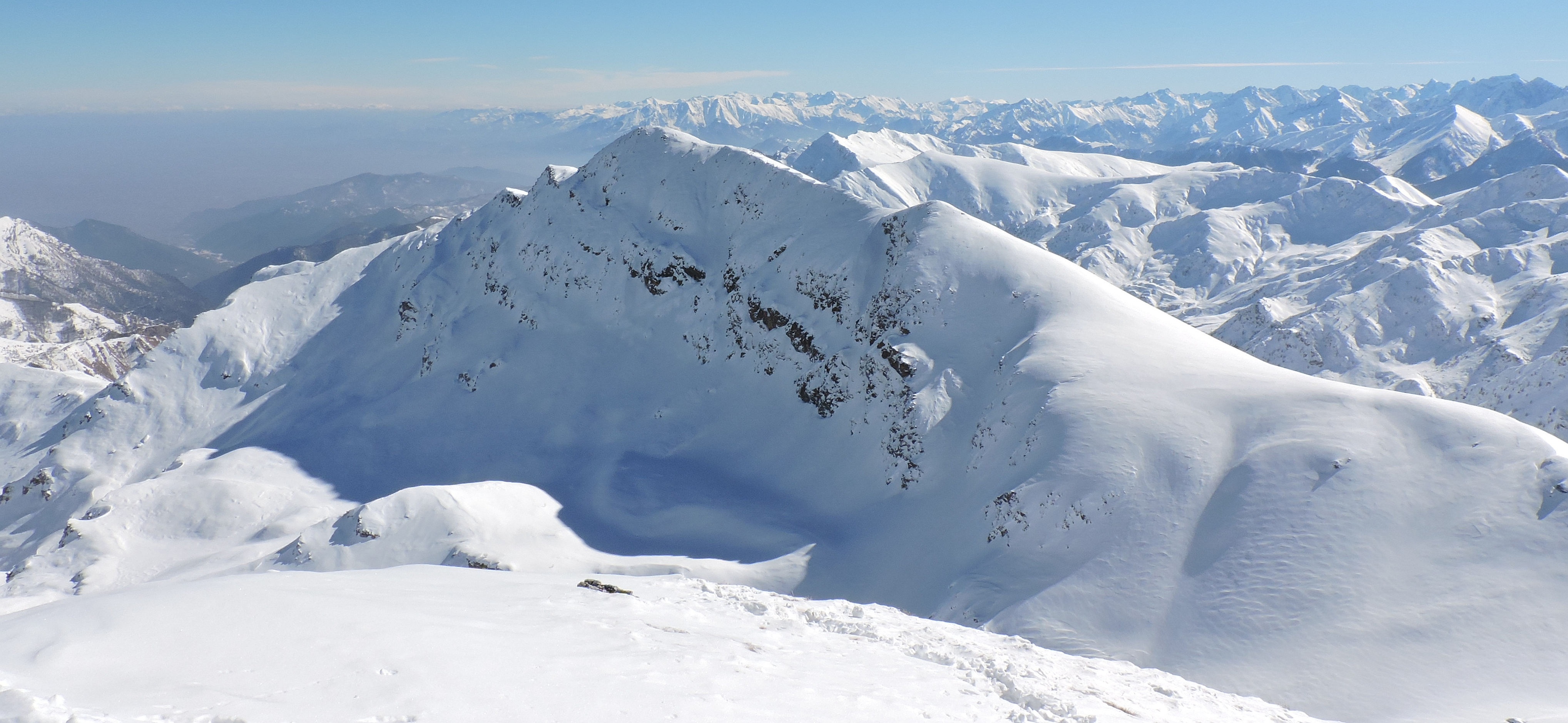
Vista invernale dalla punta Tempesta

È un grosso ammasso roccioso omogeneo sulla dorsale che scende dal colle di Esischie a separare la valle Maira dalla valle Grana. In questo punto la dorsale assume un andamento circa ovest-est, e dal colle Sibolet e dal colle Intersile sale dapprima ad una punta secondaria, a quota 2616 m, poi alla vetta principale a quota 2647 m. Da qui la dorsale piega più decisamente verso nord-est, scende alla quota 2480, prosegue più piatta allontanandosi in direzione della Rocca della Cernauda. Dalla vetta scende una dorsale secondaria che, con direzione media est-sud-est, raggiunge il monte Crosetta per poi digradare verso l'abitato di Campomolino. Nella conca tra questa dorsale e la dorsale principale sorge la frazione di Narbona, antico centro abitato fondato da profughi provenzali fuggiti dalle persecuzioni religiose, ed oggi completamente abbandonato.
La quota 2616 è il punto di incontro dei territori comunali di Castelmagno in val Grana, e di Marmora e Celle di Macra in val Maira; la vetta principale è sul confine tra i comuni di Castelmagno e Celle di Macra. Sulla vetta è infissa la Croce ai cui piedi è stata posta una nicchia con la Madonnina.

## Geologia
La situazione geologica è abbastanza complessa. Dalla vetta, in direzione ovest si trovano dapprima quarziti conglomeratiche del verrucano alpino, poi scisti quarzoso-sericitici e rioliti; entrambe queste formazioni risalgono al Permiano. Ad est della vetta si trovano di nuovo scisti quarzitici e quarziti, ma di epoca più recente (Triassico), e più a ovest ancora si incontrano i calcari misti del complesso dei calcescisti ofiolitiferi (pietre verdi di Gastaldi).

## Ascensione alla vetta

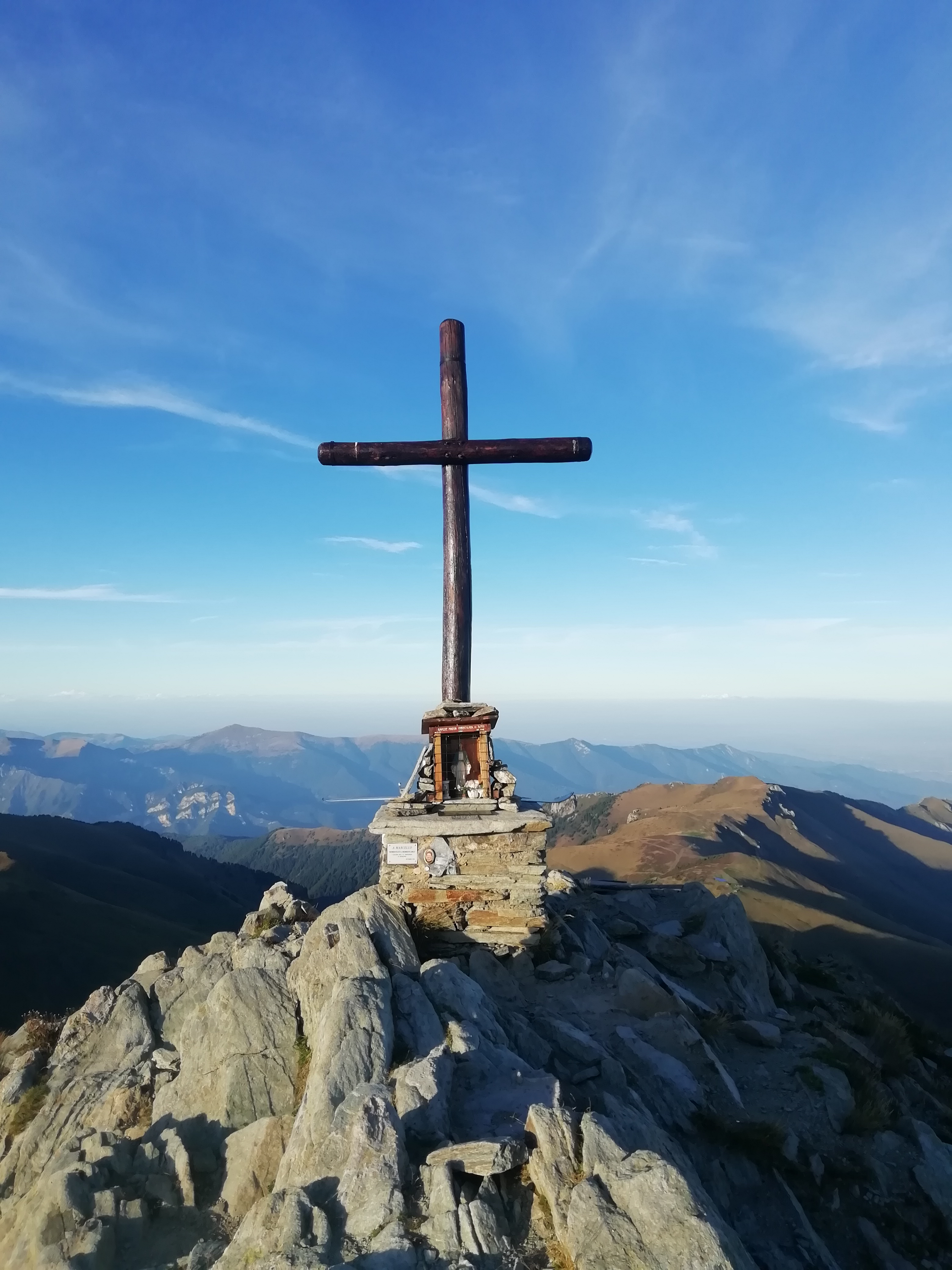
Monte Tibert, Croce e Madonnina di vetta

L'accesso alla vetta è un itinerario di tipo escursionistico, con difficoltà valutata in E.
Partendo dal santuario di San Magno, si risale per carrareccia fino alla grangia Sibolet, poi per il sentiero R6 in direzione del colle Sibolet. A quota 2240 m, si svolta a destra lasciando il sentiero R6, e per traccia di sentiero si raggiunge la cresta in corrispondenza del colle Intersile; da qui, per cresta, si arriva prima alla quota 2616, infine alla vetta. Per la sua posizione, la vetta offre un'ottima vista panoramica sia sulle valli circostanti che sulla pianura cuneese, con un notevole colpo d'occhio sul Monviso.
Dal versante opposto è possibile raggiungere la vetta partendo dalle borgate di Celle di Macra.

## Bibliografia

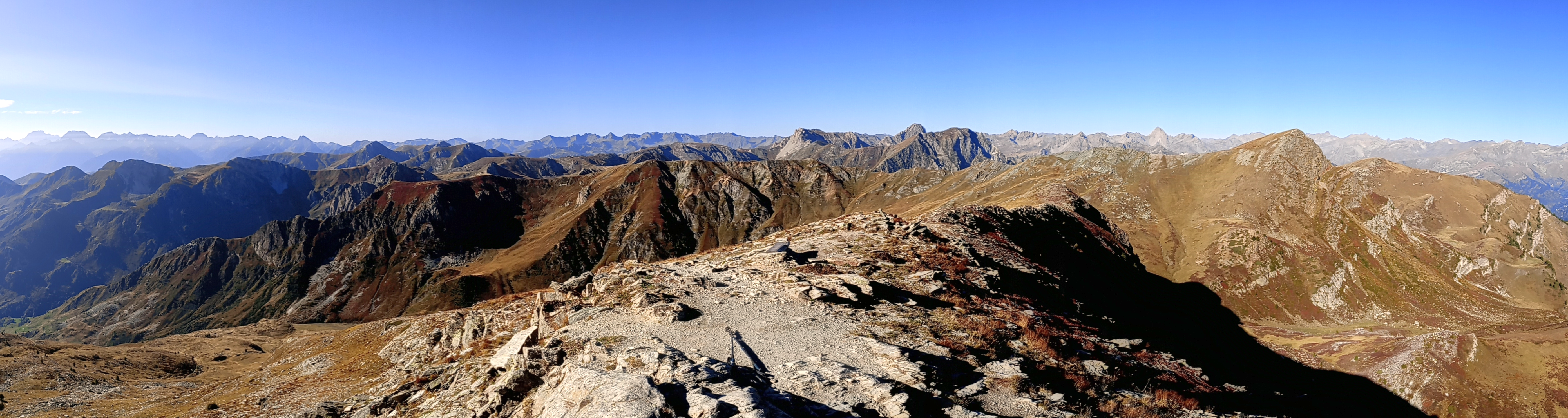
Vista verso sud-ovest, a destra la Punta Tempesta
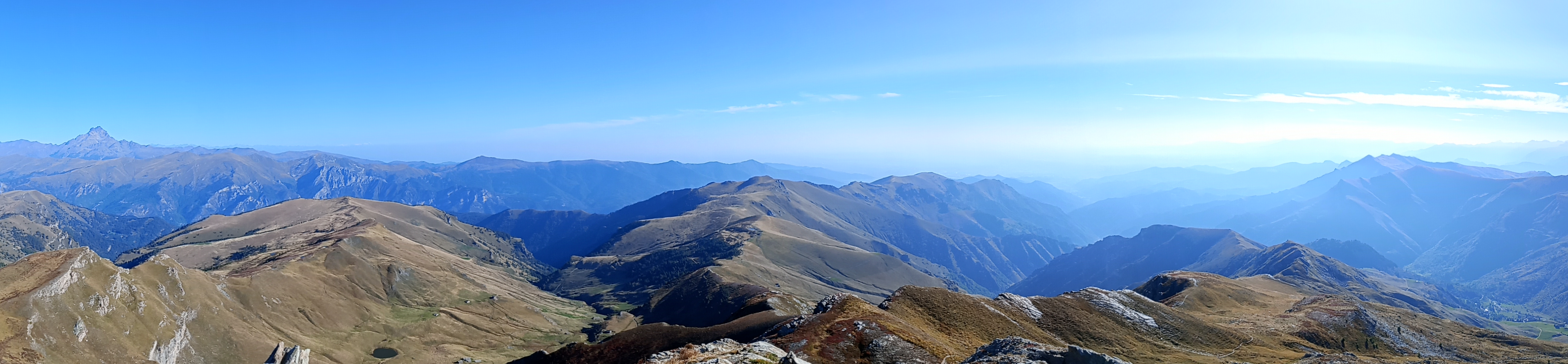
Vista verso nord-est, a sinistra il Monviso